# Магнолия обратнояйцевидная
Магнолия обратнояйцевидная (лат. Magnolia obovata) — вид цветковых растений, входящий в род Магнолия (Magnolia) семейства Магнолиевые (Magnoliaceae).

## Ботаническое описание
Листопадное дерево высотой до 30 м, с широкопирамидальной, несколько рыхлой кроной и стволом диаметром 60—70 см, покрытым светло-серой гладкой корой. Побеги вначале шелковисто опушённые, затем голые, к осени буровато-каштановые, с сизым восковым налётом.
Почки опушённые, длиной 3—9 см, диаметром 0,7—1 см, светло-зелёные, осенью с легким желтоватым оттенком. Листья собранные на концах побегов, обратнояйцевидные, длиной 20—40 см, шириной 15—20 см, с закруглённым основанием, на вершине внезапно суживающиеся в короткий туповатый конец, сверху зеленоватые и голые, снизу голубовато-серые, по жилкам опушённые или голые. Черешки длиной 2,5—4 см.
Цветки кремово-белые или белые, к концу цветения с бледно-лимонным оттенком, ароматные, широкочашевидные, диаметром около 13—18 см. Околоцветник из 12—13 долей; наружные доли на концах притуплённые, розовые или красноватые, кожистые; внутренние — обратнояйцевидные, к основанию суженные, длиной около 8 см, шириной 1,8—3,8 см.
Плод — эллиптическая, ярко-красная сборная листовка длиной 12—18 см.
Цветение в мае — июне. Плодоношение в сентябре — октябре. 
|                                               |  |  |  |
| Слева направо: Листья, цветок, плод и семена. |  |  |  |

## Распространение и экология
В природе ареал вида охватывает, главным образом, Японию, где поднимается до высоты 1800 м в. у. м. Оно довольно многочисленно и даже обычно на острове Хоккайдо. Однако крайней северной точкой произрастания является о. Кунашир (Курильские острова), и, таким образом, магнолия обратнояйцевидная является единственной магнолией, имеющей природный ареал в России.

### Aреал в России
В том числе и для наблюдения за цветением этого субтропического вида в 2001 году под эгидой Курильского заповедника была открыта и с тех пор функционирует экологическая тропа «Столбовская». Наиболее значительная концентрация магнолий встречается в долине  реки Озерной, которая вытекает из озера Горячего. Это самоё теплое место на Кунашире и только здесь имеется участок чисто широколиственного леса. Цветение дикой магнолии на Кунашире начинается в первых числах июля. Самое раннее начало цветения магнолии, согласно данным многолетних наблюдений, было отмечено в пределах тропы 26 июня. В среднем период цветения занимает около 20 дней и укладывается в период со 2 по 24 июля. Тем не менее, отдельные цветы на тропе регистрировались в заповеднике «Курильский» вплоть до 5 августа. Несмотря на довольно большой размер цветов, достигающих 20 см в диаметре и их белую окраску, заметить их лесу бывает сложно, так как в большинстве своём цветут только деревья старше 15 лет, а большинство цветов располагается  на высоте четырехэтажного дома и более.
На Кунашире магнолии встречаются преимущественно по склонам более тёплого западного (охотоморского) побережья острова. Но из здесь вегетацию этих зимостойких растений затрудняют многие факторы. Так, сильные ветра часто ломают молодую поросль и повреждают крону. Кроме этого, уже взрослые растения часто сталкиваются с неблагоприятной для размножения погодой. В среднем на период цветения магнолии (июль) на Кунашире наблюдается 23 дня с моросящими дождями и туманами. Это неблагоприятно сказывается на деятельности насекомых-опылителей, что в свою очередь снижает вероятность появления семян. Поэтому кунаширские магнолии дают очень мало семян, и это при том что низкая осеменяемость является характерной чертой этого вида и в других, более благоприятных регионах произрастания. Другим фактором, уменьшающим продуктивность вида, является иногда также и вмешательство человека. Обрывая цветы и ломая ветви магнолии, человек уменьшает шансы на появление потомства у этого редкого растения. 
Чистых насаждений не образует. Встречается преимущественно в горных широколиственных лесах совместно с Fraxinus longicuspis, буком японским (Fagus japonica), дубом курчавым (Quercus crispula), грабом сердцелистным (Carpinus cordata), видами родов Клён (Acer) и Берёза (Betula) на высотах 100—150 м. 

## Химический состав
В корнях, коре ствола найдены следующие алкалоиды: магнокурарин, магнофлорин, норушинсунин, лириоденин, анонаин, глауцин, азимилобин, ретикулин, обованин. Листья содержат эфирное масло состоящее из лимонена, α-пинена, β-пинена, камфена, кариофиллена, окиси кариофиллена, борнилацетата, метилхавиколя. А также алкалоиды: лириоденин, анонаин, глауцин, азимилобин, ретикулин, магнокурарин, обованин. Высшие жирные кислоты, свободные и связанные: пальмитиновая, стеариновая. Флавоноид рутин найден в лепестках, пыльце, стволе, листьях. Плоды содержат антоциан 3,5-диглюкозид пеонидина. Семена содержат З5,3—59,6% жирного масла. 

## Значение и применение
Весьма декоративное дерево. Требует специальной охраны. В Японии древесина употребляется для отделочных работ.
Подземная часть растений в китайской и японской медицине используется как отхаркивающее средство. Кора ствола и плоды в китайской и японской медицине применяются как болеутоляющее, антигельминтное, мочегонное, вяжущее. Цветки и бутоны в японской и китайской медицине в виде порошка как жаропонижающее и болеутоляющее. Эфирное масло может найти применение в парфюмерии.

## Культивация
Введена в культуру в 1865 году. В России, культивируется на Черноморском побережье Кавказа и Южном берегу Крыма, где цветёт и плодоносит. Успешно интродуцирована на Украине (Киев, Львов, Черновцы, Скала-Подольская), где давно цветёт и даёт семенное воспроизводство. Отдельные деревья имеются в Ленкорани (Азербайджан). Кроме этого, в Приморье более 15 экземпляров магнолии снизу-белой можно увидеть в ботаническом саду ДВО РАН во Владивостоке. Последние годы показали, что магнолия обратнояйцевидная киевской репродукции также успешно растёт и цветёт на широте Воронежа, достаточно устойчиво развивается в частных коллекциях в Подмосковье. На Северо-Западе России значительной статистики ещё не собрано, по ограниченным наблюдениям, в Санкт-Петербурге сильно обмерзает и требует защиты на зиму. Очень ценная декоративная порода, обладающая исключительно высокой холодостойкостью для своего вида.

## Таксономия
Вид Магнолия обратнояйцевидная входит в род Магнолия (Magnolia) подсемейства Магнолиевые (Magnolioideae) семейства Магнолиевые (Magnoliaceae) порядка Магнолиецветные (Magnoliales).
|  |                                      |  |                                                             |                                                             |                       |  | ещё 5 семейств (согласно Системе APG II) | ещё 5 семейств (согласно Системе APG II)               |                                                        |  |  |  | род Манглиетия | род Манглиетия                 |  |  |
|  |                                      |  |                                                             |                                                             |                       |  | ещё 5 семейств (согласно Системе APG II) | ещё 5 семейств (согласно Системе APG II)               |                                                        |  |  |  | род Манглиетия | род Манглиетия                 |  |  |
|  |                                      |  |                                                             | порядок Магнолиецветные                                     |                       |  |                                          |                                                        | подсемейство Магнолиевые                               |  |  |  |                | вид Магнолия обратнояйцевидная |  |  |
|  |                                      |  |                                                             | порядок Магнолиецветные                                     |                       |  |                                          |                                                        | подсемейство Магнолиевые                               |  |  |  |                | вид Магнолия обратнояйцевидная |  |  |
|  | отдел Цветковые, или Покрытосеменные |  |                                                             |                                                             | семейство Магнолиевые |  |                                          |                                                        | род Магнолия                                           |  |  |  |                |                                |  |  |
|  | отдел Цветковые, или Покрытосеменные |  |                                                             |                                                             |                       |  |                                          |                                                        |                                                        |  |  |  |                |                                |  |  |
|  |                                      |  | ещё 44 порядка цветковых растений (согласно Системе APG II) | ещё 44 порядка цветковых растений (согласно Системе APG II) |                       |  |                                          | подсемейство Liriodendroidae (согласно Системе APG II) | подсемейство Liriodendroidae (согласно Системе APG II) |  |  |  | ещё 239 видов  |                                |  |  |
|  |                                      |  |                                                             | ещё 44 порядка цветковых растений (согласно Системе APG II) |                       |  |                                          |                                                        | подсемейство Liriodendroidae (согласно Системе APG II) |  |  |  |                |                                |  |  |